# دختر مادی
«دختر مادی» (به انگلیسی: Material Girl) تک‌آهنگی از هنرمند اهل ایالات متحده آمریکا مدونا است که در سال ۱۹۸۴ میلادی منتشر شد. این تک‌آهنگ در آلبوم مثل یک باکره قرار داشت.